# Metavonones bisignatus
Metavonones bisignatus is een hooiwagen uit de familie Cosmetidae.